# Concert per a mandolina (Vivaldi)
El Concert per a mandolina en do major, RV 425, fou compost pel compositor italià Antonio Vivaldi, el 1725. La música consisteix en un virtuós tractament de la part de l'instrument solista, la mandolina, i la interacció entre el solista i l'acompanyament de l'orquestra. És més exigent que altres concerts de Vivaldi i una de les peces per a mandolina més conegudes. Part del concert apareix en la pel·lícula Kramer vs. Kramer. L'obra ha estat enregistrada en força ocasions. Els intèrprets de mandolina també a vegades interpreten obres de Vivaldi per a guitarra o llaüt, més nombroses que per a mandolina.
Vivaldi va fer servir la mandolina com a instrument solista en una ària de l'oratori Juditha triumphans (1716), aconseguint un gran efecte. Va compondre dos concerts per aquest instrument: aquest Concert per a mandolina, RV 425 i el Concert per a dues mandolines, RV 532. Probablement està dedicat al marquès Bentivoglio de Ferrara; hi ha una carta que Vivaldi li escriu en la qual li demana si segueix interessant la mandolina. Aquesta obra demostra que Vivaldi era capaç d'escriure adaptant l'escriptura musical a l'instrument protagonista, el qual sovint requereix de tècniques i efectes inusuals.

## Anàlisi musical
En el baix continu hi ha l'anotació Violini Soli pizzicati.

## Estructura
Consta de tres moviments:
1. Allegro
2. Largo
3. Allegro

El primer moviment presenta una ràpida i alegre melodia la durada de la qual és de poc més de tres minuts. Al llarg de la peça, Vivaldi crea contrastos entre la mandolina i la resta de l'orquestra, cridant l'atenció a través de crescendos. El ritornello orquestral consisteix en poc més que octaves obertes i quintes, mentre que la mandolina té un material melòdic molt vital.
El segon moviment, de poc menys de tres minuts de durada, i en contrast amb la ràpida i entusiasta melodia del primer moviment, és més lent i reflexiu en la seva composició. En mode menor, és un bon exemple de la malenconia minimalista de Vivaldi, i el final és un sorprenentment senzill.
En l'Allegro final el solista desfa la inversió melòdica rudimentària sobre la qual es basa el ritornello. Un dels passatges solistes sembla fer referència al primer moviment del concert: una recurs tècnic que, si fos intencional, com en tantes altres coses, situaria a Vivaldi molt abans del seu temps en l'ús de material cíclic.